# Liste der Stolpersteine in Schmitten (Hochtaunus)
Die Liste der Stolpersteine in Schmitten enthält die Stolpersteine, die im Rahmen des gleichnamigen Kunst-Projekts von Gunter Demnig in Schmitten im Taunus verlegt wurden. Mit ihnen soll an die Opfer des Nationalsozialismus erinnert werden, die in Schmitten lebten und wirkten.

## Liste der Stolpersteine
| Name            | Adresse                  | Bild | Inschrift                                                                            | Verlegedatum  | Biografie und Anmerkungen |
| --------------- | ------------------------ | ---- | ------------------------------------------------------------------------------------ | ------------- | ------------------------- |
| Wilhelm Strauss | Seelenberger Straße 10 · |      | Hier wohnte Wilhelm Strauss Jg. 1885 deportiert 1942 ermordet in Auschwitz           | 12. Okt. 2009 |                           |
| Hanna Strauss   | Seelenberger Straße 10 · |      | Hier wohnte Hanna Strauss geb. Waller Jg. 1900 deportiert 1942 ermordet in Auschwitz | 12. Okt. 2009 |                           |
| Max Strauss     | Seelenberger Straße 10 · |      | Hier wohnte Max Strauss Jg. 1924 deportiert 1942 ermordet in Auschwitz               | 12. Okt. 2009 |                           |